# Standon (Hertfordshire)
Standon is een civil parish in het bestuurlijke gebied East Hertfordshire, in het Engelse graafschap Hertfordshire met 4335 inwoners.